# Catocala johnsoniana
Catocala johnsoniana är en fjärilsart som beskrevs av Lincoln Pierson Brower 1976. Catocala johnsoniana ingår i släktet Catocala och familjen nattflyn. Inga underarter finns listade i Catalogue of Life.

## Bildgalleri

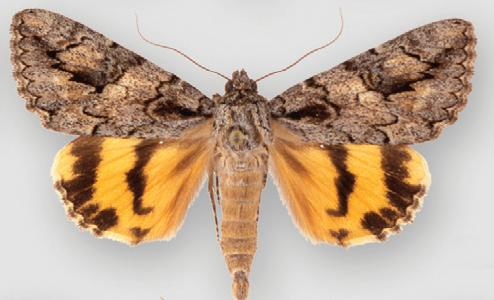